# Camerata de' Bardi

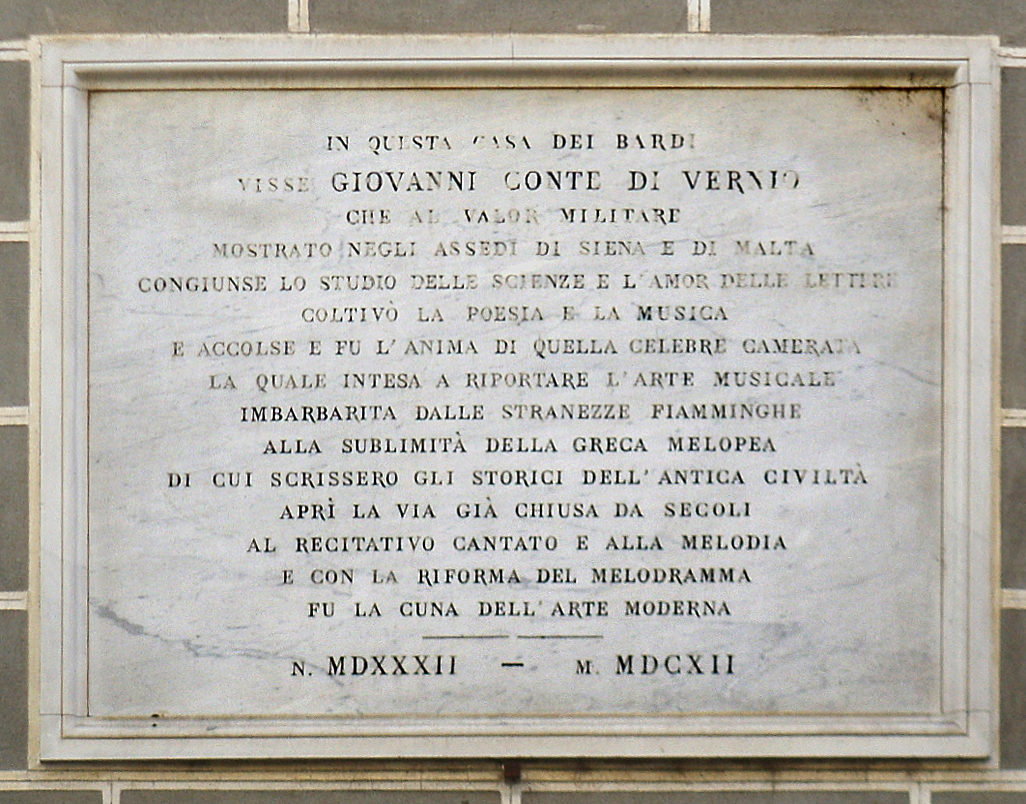
Targa che ricorda la camerata dei Bardi su palazzo Bardi a Firenze

Per Camerata de' Bardi - o Camerata Fiorentina o, più semplicemente Camerata - si intende quel gruppo di nobili che nel XVI secolo si incontravano per discutere - in maniera del tutto informale ma con passione ed impegno - di musica, letteratura, scienza ed arti. È nota per aver elaborato gli stilemi che avrebbero portato alla nascita del melodramma o recitar cantando. In realtà, in campo musicale, le discussioni della camerata fiorentina riguardarono in via generica il potere che aveva avuto la musica antica di muovere gli affetti dell'animo. Prende il nome dal conte Giovanni Bardi, nella cui abitazione di Firenze, Palazzo Bardi in Via de' Benci, si tenevano le riunioni.
La prima assise della Camerata di cui si ha notizia si tenne il 14 gennaio 1573. Non si sa con esattezza chi e quanti furono i partecipanti a quella riunione. Si sa però che del gruppo avrebbero fatto parte da allora in avanti, oltre che il conte Bardi, intellettuali, drammaturghi e musicisti come Girolamo Mei, Vincenzo Galilei (liutista, padre di Galileo e confidente del conte), Giulio Caccini, Emilio de' Cavalieri, Jacopo Peri, Jacopo Corsi, Francesco Rasi e Ottavio Rinuccini.
L'intendimento della Camerata era principalmente quello di riportare ai fasti di un tempo lo stile drammatico degli antichi greci. Lo sviluppo della tematica portò, in campo musicale, alla elaborazione di uno stile recitativo in grado di cadenzare la parlata corrente ed il canto. Inizialmente questo stile fu applicato a semplici monodie o intermedi per poi essere applicato a forme compositive più articolate. Il conte Bardi e i suoi amici forse non lo sapevano ma stavano edificando il futuro teatro in musica.
Fra i primi a perseguire gli intenti del cenacolo di musicisti fu Galilei con le musiche del canto dantesco del Conte Ugolino, seguito da Giulio Caccini con Le nuove musiche (1602) per voce sola e con l'accompagnamento del basso continuo. Lo scopo di riportare in auge la tragedia greca, concretizzato con la Dafne di Peri e l'Euridice di Caccini, si risolverà nel rispetto ligio del "recitar cantando" e in una concezione tanto astratta quanto intellettualistica dell'opera.